# J. J. Henry
Ronald Henry III (* 2. April 1975 in Fairfield, Connecticut), bekannt als J.J. Henry, ist ein US-amerikanischer Profigolfer der PGA TOUR.
Er besuchte die Texas Christian University und wurde 1998 Berufsgolfer. Henry bespielte ab 1999 die Buy.com Tour (zweite Leistungsebene) und nach dem Gewinn der Knoxville Open 2000 schaffte er den Aufstieg in die PGA TOUR, wo er ab 2001 mit soliden Ergebnissen die Mitgliedschaft bewahren konnte. Im Jahre 2006 gelang Henry schließlich der erste Turniersieg – die Buick Championship, welche zuvor noch nie von einem Golfer aus Connecticut gewonnen werden konnte. Im selben Jahr qualifizierte er sich für die US-amerikanische Mannschaft im Ryder Cup.

## Turniersiege
- 2000 BUY.COM Knoxville Open (Buy.com Tour)
- 2006 Buick Championship (PGA TOUR)
- 2007 CVS Caremark Charity Classic (mit Stewart Cink)

## Teilnahme an Teambewerben
- Ryder Cup: 2006

## Resultate bei Major Championships
| Tournament        | 2002 | 2003 | 2004 | 2005 | 2006 | 2007 | 2008 | 2009 | 2010 | 2011 | 2012 | 2013 | 2014 | 2015 |
| ----------------- | ---- | ---- | ---- | ---- | ---- | ---- | ---- | ---- | ---- | ---- | ---- | ---- | ---- | ---- |
| Masters           | DNP  | DNP  | DNP  | DNP  | DNP  | T37  | DNP  | DNP  | DNP  | DNP  | DNP  | DNP  | DNP  | DNP  |
| US Open           | DNP  | DNP  | 64   | 57   | CUT  | T26  | DNP  | CUT  | CUT  | T54  | DNP  | DNP  | DNP  | DNP  |
| Open Championship | DNP  | DNP  | DNP  | DNP  | CUT  | T27  | DNP  | DNP  | DNP  | DNP  | DNP  | DNP  | DNP  | DNP  |
| PGA Championship  | 63   | DNP  | DNP  | DNP  | 41   | CUT  | CUT  | T63  | DNP  | CUT  | T42  | T40  | DNP  | T72  |

DNP = nicht teilgenommen

CUT = Cut nicht geschafft

„T“ geteilte Platzierung

Grüner Hintergrund für Siege

Gelber Hintergrund für Top 10